# Kuma-klass

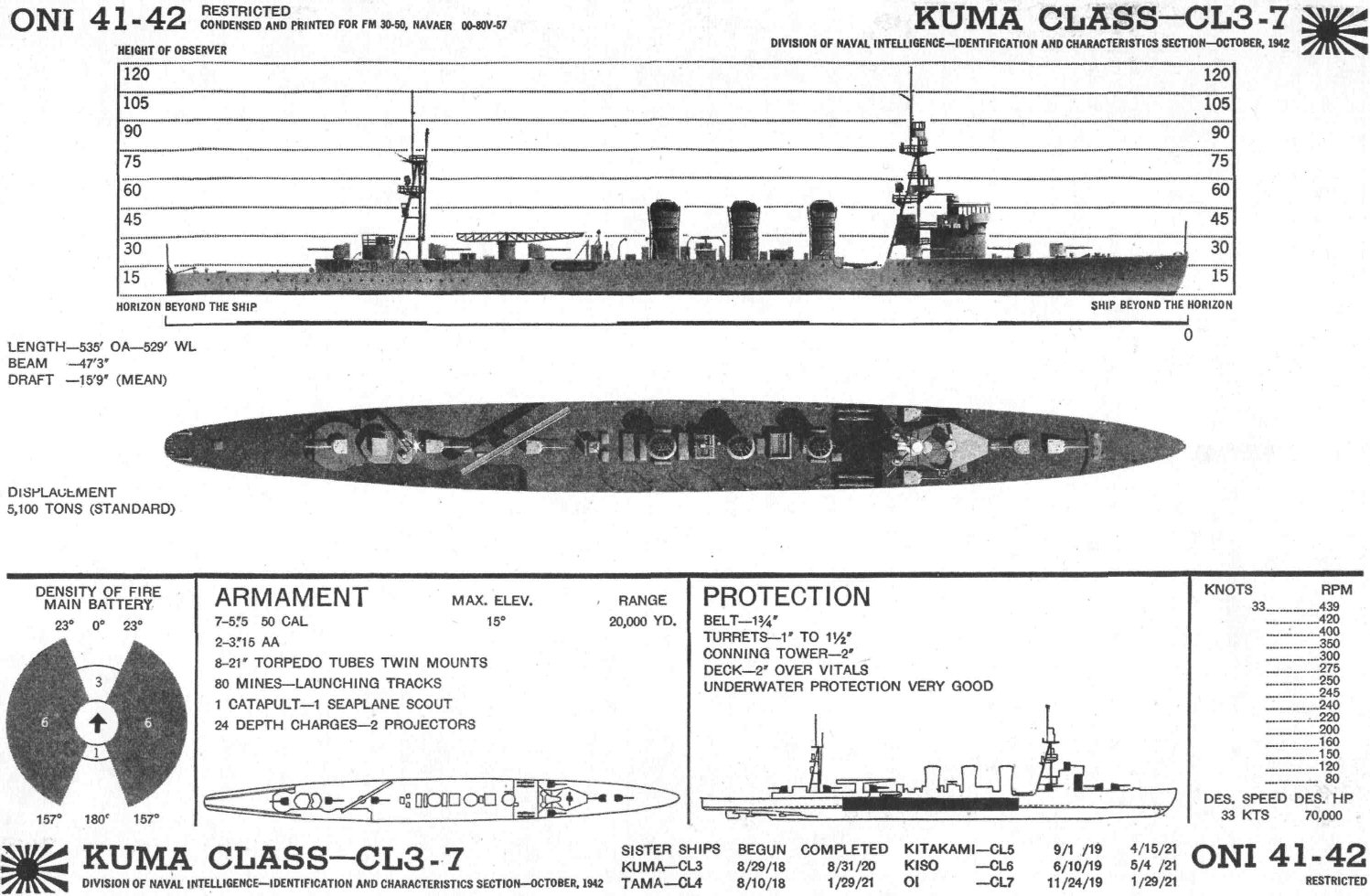
En Office of Naval Intelligence så kallad "igenkänningsritning" på Kuma-klassen.

Kuma-klassen (球磨型軽巡洋艦, Kuma-gata keijun'yōkan) var en klass av fem lätta kryssare som byggdes för och användes av den kejserliga japanska flottan.

## Bakgrund
Trots framgångarna med Tenryū-klassens "snabbakryssare" insåg den japanska flottan att de inte kunde konkurrera med den större amerikanska Omaha-klassen och den nederländska Java-klassen som då var under utveckling. Dessutom kunde Tenryū-kryssarna, med en maximal hastighet på 33 knop (61 km/h), inte hålla jämna steg med de nyare japanska jagarna, såsom Minekaze-klassen, som hade en hastighet på 39 knop (72 km/h). I slutet av 1917 skrinlades planerna på ytterligare sex fartyg i Tenryū-klassen, plus tre nykonstruerade spaningskryssare i den så kallade 7200-tons-klassen, i stället för ett mellanliggande fartyg i 5 500-tons-klass som kunde användas både som spaningsfartyg med hög hastighet på långdistans och även som flottiljledare för jagare och ubåtar.
När de syrgasdrivna torpederna av typ 93 "Lång Lans" med stor räckvidd utvecklades på 1930-talet utarbetade den kejserliga japanska flottans generalstab planer på att skapa en särskild "nattstridsstyrka" bestående av torpedkryssare. Idén byggde på Japans framgång i slaget om Port Arthur under det rysk-japanska kriget. Eftersom de nya typ 93 torpederna hade en mycket lång räckvidd var tanken att en snabb attackstyrka skulle angripa en fiendeflotta på natten med en massiv och överväldigande spärreld av torpeder. Större ytstridsfartyg skulle senare avsluta jobbet i gryningen för att göra slut på den sårade fienden.
Ōi och Kitakami modifierades senare med tio fyrdubbelt monterade torpedtuber, placerade i två bredsidiga rader om fem, dvs. 20 per sida. Fartygen tilldelades den 1:a kryssardivisionen i 1:a flottan. Den snabba utvecklingen av marinflyget och ubåtskrigföringen på 1930-talet gjorde dock snabbt denna plan föråldrad. I januari 1942 uttryckte stabschefen konteramiral Matome Ugaki ett starkt ogillande av de nyligen ombyggda torpedkryssarna och uppmanade till en översyn av flottans taktik. Medan den japanska flottans generalstab diskuterade frågan byggdes Ōi och Kitakami om till snabba transportfartyg för landstigningsbåtar av Daihatsu-klass, och Kitakami byggdes senare om till bärare av Kaiten miniubåtar.

## Design
Kuma-klassens skrovkonstruktion baserades på ett nominellt deplacement på 5 500 ton, med ett högt fribord och en lätt bryggkonstruktion, bakom vilken det fanns en trebent mast med eldledningsplattformen och två strålkastare. Designen visade sig vara så mångsidig att den blev den standard som alla framtida lätta kryssare i den japanska flottan skulle baseras på.
Framdrivningssystemet byggde på fyra växlade ångturbiner med 12 pannor som gav 90 000 hk (67 000 kW). Tio pannor var konstruerade för att förbränna tjockolja och de återstående två förbrände en blandning av kol och olja. Tack vare tekniska förbättringar av turbinerna kunde fartygen i Kuma-klassen uppnå en hög hastighet på 36 knop (67 km/h) och en räckvidd på 9 000 nautiska mil (17 000 km) vid 10 knop (19 km/h).
Antalet 14 cm kanoner ökades från fyra på Tenryū-klassen till sju på Kuma-klassen, monterade på mitten i individuella kanontorn (två för, tre bakom och en på vardera sidan av bryggan). Placeringen innebar att endast sex av kanonerna kunde avfyras i en bredsida. Liksom Tenryū-klassen förblev Kuma-klassen mycket bristfällig när det gällde luftvärn, med endast två 8 cm kanoner och två 6,5 mm kulsprutor. Det fanns plats för 48 sjöminor. Tenryū-klassens två tredubbla torpedtuber ändrades till fyra dubbelmonterade torpedtuber, placerade i par så att fyra torpeder kunde avfyras på varje sida. Åtta omladdningar tillhandahölls ombord på fartyget också.
Kiso var unik i det avseendet att hon hade både en främre och en bakre platt överbyggnad, med en roterande startplattform för pontonflygplan placerad bakåt. Plattformen verkar dock aldrig ha använts och togs bort 1922.

### Modifieringar
Från 1931-1932 fanns det en katapult för att starta ett pontonflygplan (vanligtvis ett Kawanishi E7K1 "Alf" flygplan) för spaning på Kuma och Tama. Katapulten var placerad akterut, mellan torn nr 5 och 6.
1933-1934 renoverades fartygen med en modifierad överbyggnad, där man ersatte bryggans sidor av duk med stålplåt och byggde ett torn bakom bryggan med en avståndsmätare på antingen 3,5 meter eller 4,0 meter. Kiso fick också regnskydd på sina två främre skorstenar, vilket gav henne ett unikt utseende.
År 1941 ersattes 8 cm kanonerna av en dubbelmonterad typ 96 25 mm luftvärnskanon, och 6,5 mm kulsprutorna uppgraderades till tyngre 13,2 mm varianter. Alla fartyg i Kuma-klassen uppgraderades successivt under Stillahavskriget. Modifieringarna varierade från fartyg till fartyg, men på alla togs flygplanskatapulten och minst ett av 14 cm tornen bort ,och ersattes med dubbel- eller trippelmonterade 25 mm luftvärnskanoner. Från 1943-1944 fick Kiso och Tama ett dubbeltorn med 12,7 cm kanoner. Kiso, Tama och Kitakami var de enda i klassen som någon gång fick radarsystem.
I augusti 1941 skulle Ōi, Kitakami och Kiso konverteras till torpedkryssare för att bilda en särskild torpedattackskvadron, men det fanns inte tillräckligt med typ 92 torpedtuber, så bara de två första konverterades, båda fartygens tre aktertorn ersattes av tio fyrdubbla torpedtuber, fem per sida, med totalt 40 torpeder. I augusti 1942 modifierades de till snabba transportfartyg, där alla torpedtuber avlägsnades och de utrustades för att bära landstigningsfartyg av Daihatsu-klass, och fick sjunkbombsrälsar och två trippelmonterade typ 96 luftvärnskanoner.
Efter att Kitakami skadades 1944 byggdes hon om till att transportera Kaiten miniubåtar, med all sin beväpning borttagen och ersatt av två enkelmonterade 12,7 cm kanontorn (för och akter), totalt 67 typ 96 luftvärnskanoner (12 trippelmonterade, 31 enkelmonterade), två sjunkbombsrälsar och åtta Kaiten ubåtar. Genom att ta bort de bakre turbinerna minskades hastigheten till 23 knop.

## Skepp i klassen
Fem fartyg byggdes i Kuma-klassen. Endast ett (Kitakami) överlevde andra världskriget.
Kuma (球磨)
Kuma beställdes 1917, sjösattes den 14 juli 1919 och färdigställdes den 31 augusti 1920. Den var aktiv i skyddet av de japanska truppernas landstigning i Filippinerna under de första månaderna av andra världskriget och förblev stationerad där för lokalt försvar. Senare tilldelades hon den sydvästra områdesflottan i Nederländska Ostindien och renoverades i Singapore i oktober-november 1943. Hon torpederades av ubåten HMS Tally-Ho utanför Malayas västkust den 10 mars 1944.
Tama (多摩)
Beställdes 1917, sjösattes den 10 februari 1920 och färdigställdes den 29 januari 1921. Tama hade arktiskt kamouflage och deltog i kampanjen på Aleuterna och i slaget vid Kommendörsöarna och tillbringade större delen av början av andra världskriget i nordliga vatten. Hon användes senare som ett snabbt transportfartyg och seglade många gånger till Rabaul och andra platser på Salomonöarna. Efter en ombyggnad i Japan i slutet av 1943 förblev hon i japanska hemmavatten tills hon i oktober 1944 omplacerades till den japanska flottans slutliga försvar av Filippinerna. Hon deltog i slaget vid Leytebukten, där hon skadades av amerikanska flygplan och torpederades av USS Jallao nordost om Filippinerna den 25 oktober 1944 när hon försökte återvända till Okinawa.
Kitakami (北上)
Kitakami beställdes 1917, sjösattes den 3 juli 1920 och färdigställdes den 15 april 1921. Kitakami byggdes om till en torpedkryssare inom ramen för ett kortvarigt program för den kejserliga japanska flottan, som övergavs vid början av andra världskriget. Hon deltog därefter i slaget vid Midway. Hon användes senare som ett snabbt transportfartyg och seglade många gånger till Rabaul och andra platser på Salomonöarna och Nya Guinea. Från och med mars 1943 var hon tilldelad den sydvästra-flottan för eskort- och transporttjänster. Efter att ha tagit allvarlig skada av ubåten HMS Templar den 27 januari 1944 återvände hon till Japan för att konverteras till transportfartyg för Kaiten-miniubåtar, men tjänstgjorde aldrig i denna roll på grund av bränslebrist. Hon överlevde krigsslutet och skrotades från den 10 augusti 1946 till den 31 mars 1947.
Ōi (大井)
Ōi beställdes 1917, sjösattes den 15 juli 1920 och färdigställdes den 3 november 1921. Ōi byggdes om till torpedkryssare inom ramen för ett kortvarigt program för den japanska flottan, som övergavs vid början av andra världskriget. Hon deltog därefter i slaget vid Midway. Hon användes senare som ett snabbt transportfartyg och seglade många gånger till Rabaul och andra platser på Salomonöarna och Nya Guinea. Från och med mars 1943 var hon tilldelad sydvästra-flottan för eskort- och transporttjänster. Hon torpederades av ubåten USS Flasher väster om Manila den 10 september 1944.
Kiso (木曾)
Kiso beställdes 1917, sjösattes den 14 december 1920 och färdigställdes den 4 maj 1921. Kiso deltog i slaget om Aleuterna och tillbringade större delen av början av andra världskriget på nordliga vatten. Hon användes senare som ett snabbt transportfartyg. Efter en ombyggnad i Japan i slutet av 1943 förblev hon i japanska hemmavatten tills hon återigen tilldelades den kejserliga japanska flottans slutliga försvar av Filippinerna i oktober 1944. Hon överlevde slaget vid Leytebukten och användes för att patrullera i Filippinerna. Hon sänktes av amerikanska hangarfartygsbaserade flygplan väster om Manila den 13 november 1944.